# Sebevražda (kniha)
Sebevražda (francouzsky Le Suicide) je dílo francouzského sociologa Émila Durkheima. Jedná se o průlomové dílo, které jako první rozebírá fenomén sebevraždy ze sociologického úhlu pohledu. K zjištění faktů používá statistiky sesbírané v druhé polovině devatenáctého století. Pomocí těchto statistik dokazuje, že sebevražda není ovlivněna rasou, dědičností, geografickou polohou ani klimatem. Dochází ale k závěru, že souvisí s vzrůstáním lidské aktivity a to zejména s dvěma základními body Společnosti – integrací a regulací. Sebevražednost v tomto případě vzniká při odchýlení z normálu – průměru. Jedinec je moc, nebo málo integrován. V těchto případech dochází k patologickému a abnormálnímu jednání, které ústí v sebevraždu.

## Kategorie sebevražd
Durkheim dělí sebevražedné činy do následujících čtyř kategorií podle příliš vysoké a příliš nízké sociální integrace a regulace:

### Sebevražda egoistická
K ní se váže i míra sebevražednosti mezi jednotlivými náboženstvími. Zatímco katolíci a Židé mají silnější sociální vazby, a tím pádem nižší výskyt sebevražednosti, tak protestanti, kteří tyto vazby postrádají, mají sebevražednost vyšší. S protestantismem se také váže vyšší míra vzdělanosti. Durkheim dochází k závěru, že vzdělanější lidé podléhají sebevraždě častěji. S tím se pojí i sebevražednost mezi pohlavími, kdy u mužů k ní dochází častěji (neboť bývají vzdělanější). K egoistické sebevraždě tedy dochází, když je míra integrace velice nízká (jako je například v protestantské církvi) a člověk je vystaven přehnanému individualismu.

### Sebevražda altruistická
Je pravým opakem sebevraždy egoistické, kdy ego je společným vlastnictvím společnosti. K sebevraždě vede získání všeobecné sociální prestiže, zejména v tradičních kulturách jako byla čínská, japonská či severoamerických Indiánů. I zde je silná provázanost s náboženstvím, kde sebeobětování bohu je bráno jako jediný smysl života. Sebevražda je náplní proroctví a společnost dovádí jedince k sebevraždě za vyšším cílem.

### Sebevražda anomická
Vychází z toho, že žádná osoba nemůže být živa bez splnění základních podmínek. Člověk, který má tyto podmínky a cíle nastavené jako nesplnitelné, zákonitě žije v neštěstí. Nejvíce jí trpí osoby, které nemají žádný druh sociálního omezení a tím pádem neustále trpí, protože ví, že je mnoho věcí, co mohli dokázat.

### Sebevražda fatalistická
Durkheim se jí věnuje nejméně. Je výsledkem hněvu a zklamání. Mísí se v ní egoismus a anomie. Dochází k ní, pokud je člověk regulován příliš svým okolím. Za příklad dává bankéře, který projde bankrotem. Bankéř raději spáchá sebevraždu, než aby zostudil svou rodinu.